# Ligier European Series 2022
Navigation
Édition précédente Édition suivante
La Ligier European Series 2022 est la troisième saison de la série. 
Ce championnat présente deux catégories, une de prototypes où sont engagées les Ligier JSP4 et une pour les GT où s'affrontent les Ligier JS2R.
En 2022, le championnat poursuit son développement et deux courses sont organisées en lever de rideau des 24 Heures du Mans 2022.

## Calendrier des courses
Le championnat se compose de 6 étapes.
Chaque weekend de course se traduit par deux courses de 45 minutes + un tour
🇫🇷 1ere manche au Castellet : les 15 et 16 avril 2022
🇮🇹 2eme manche à Imola: les 13 et 14 mai 2022
🇫🇷 3eme manche au Mans: du 8 au 11 juin 2022
🇭🇺 4eme manche au Hungaroring: les 1 et 2 juillet 2022
🇧🇪 5eme manche à Spa Francorchamps: les 23 et 24 septembre 2022
🇵🇹 6eme manche (finale) à Portimao: les 14 et 15 octobre 2022

## Engagés
| N°    | Pays  | Écurie                              | Voiture      | Pneu  | Pilote 1               | Pilote 2          |
| JS P4 | JS P4 | JS P4                               | JS P4        | JS P4 | JS P4                  | JS P4             |
| ----- | ----- | ----------------------------------- | ------------ | ----- | ---------------------- | ----------------- |
| 3     |       | LR Dynamic Events                   | Ligier JS P4 | M     | Simone Riccitelli      | Nicola Neri       |
| 12    |       | HP Racing Team By Eurointernational | Ligier JS P4 | M     | Jacopo Faccioni        | Andrea Dromedari  |
| 16    |       | Team Virage                         | Ligier JS P4 | M     | Gillian Henrion        |                   |
| 53    |       | M Racing                            | Ligier JS P4 | M     | Natan Bihel            |                   |
| 71    |       | Pegasus Racing                      | Ligier JS P4 | M     | Anthony Nahra          | Dimitri Enjalbert |
|       |       | Eurasia Motorsport                  | Ligier JS P4 | M     |                        |                   |
| JS2R  |       |                                     |              |       |                        |                   |
| 4     |       | Cool Racing                         | Ligier JS2R  | M     | Cédric Oltramare       |                   |
| 11    |       | TM Evolution                        | Ligier JS2R  | M     | Alain Grand            |                   |
| 25    |       | TM Evolution                        | Ligier JS2R  | M     | Bruno Chaudet          | Freddy Menanteau  |
| 29    |       | Pegasus Racing                      | Ligier JS2R  | M     | Christophe Weber       |                   |
| 40    |       | RLR Msport                          | Ligier JS2R  | M     | Horst Felix Felbermayr |                   |
| 69    |       | M Racing                            | Ligier JS2R  | M     | Laurent Millara        |                   |
| 75    |       | RLR Msport                          | Ligier JS2R  | M     | Haytham Qarajouli      |                   |
|       |       | ANS Motorsport                      | Ligier JS2R  | M     |                        |                   |